# 말리크파

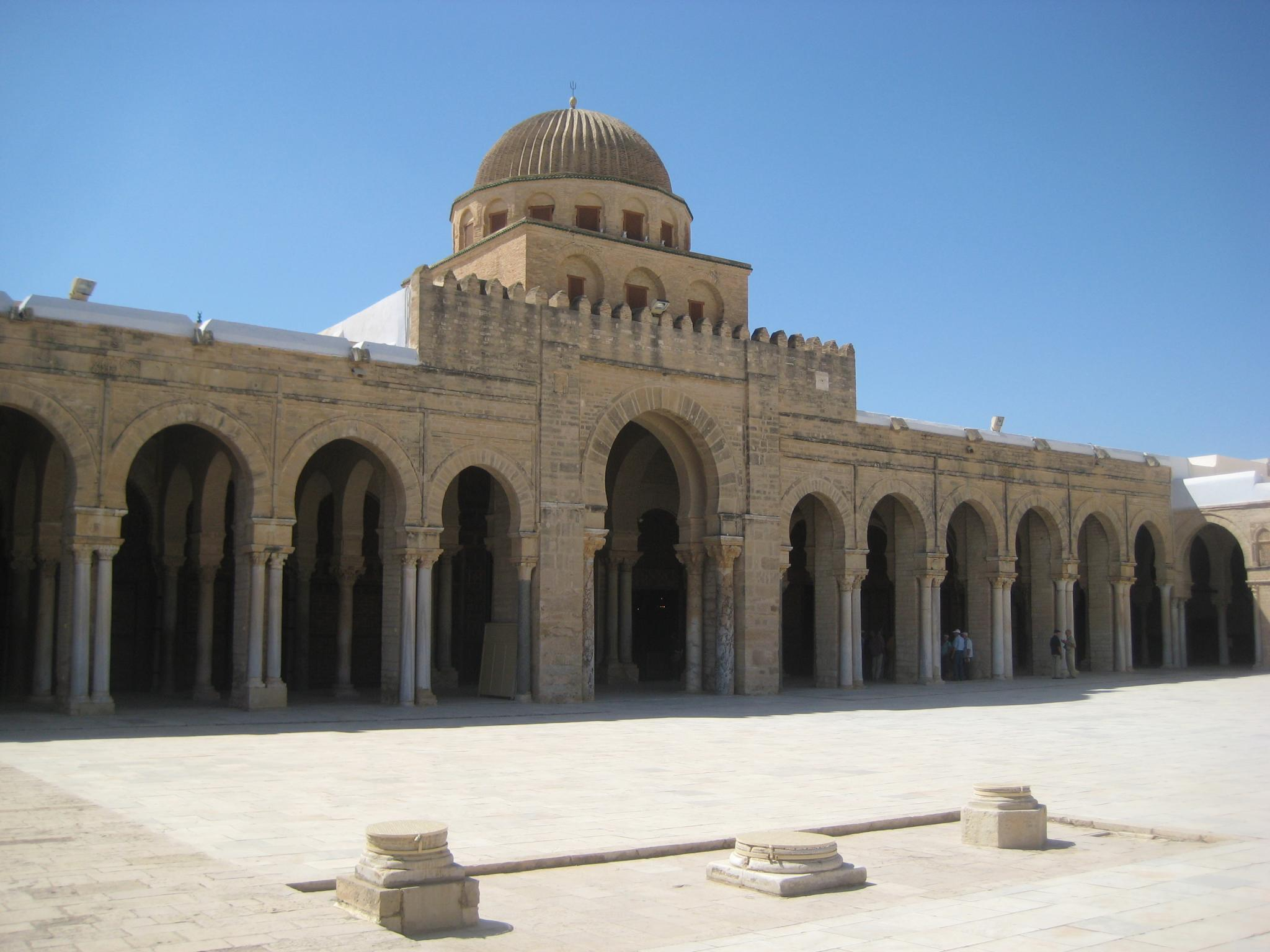

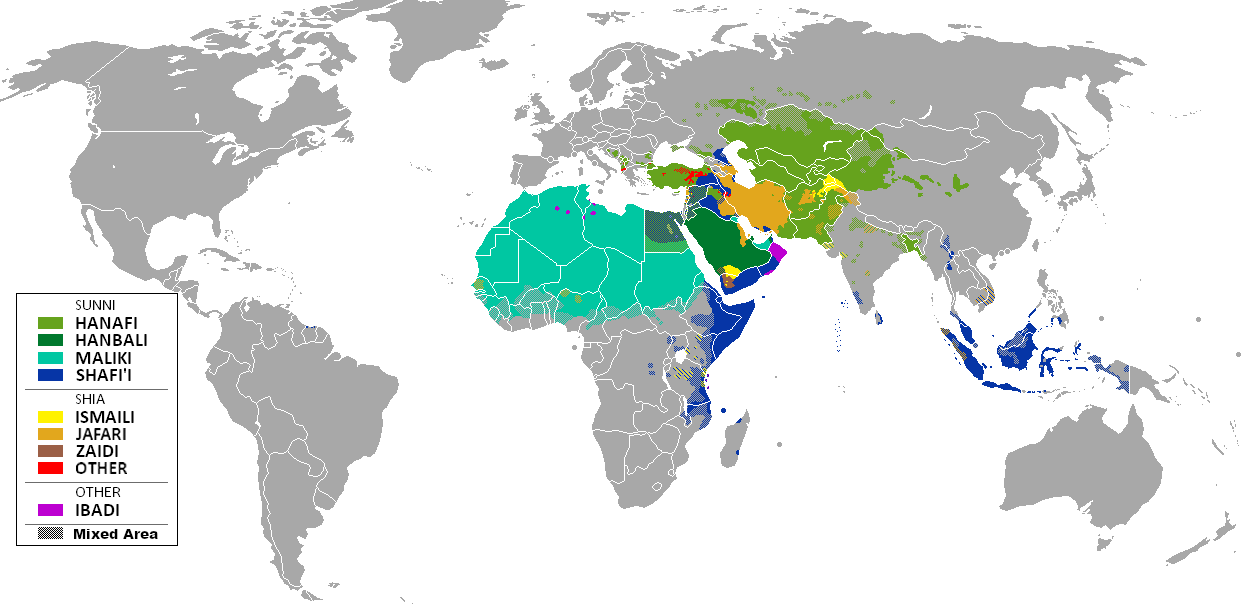
말리크파의 지리적 분포

말리크파(아랍어: مالكي 말리키[*])은 피끄흐 혹은 수니파 율법을 가르치는 네 율법학파 중 하나로서 학교 체계에 해당한다. 8세기에 말리크 이븐 아나스가 창시하였다. 네 학교 중에서 세 번째로 신봉자가 많다(약 15%에 해당한다.). 해당 인구는 북아프리카와 서아프리카에 집중되고 있다.
말리키 학교는 이맘 말리크의 이름에서 따온 것이며 주요하게는 무와타와 무다와나 등의 저서 등도 포함된다. 무와타는 건전하고 말리크의 말씀을 기록해 놓은 저서로 꼽히며 하디스를 정리한 것이다.
두 번째 주요 저서인 무다와나 알쿠바르는 말리크의 오랜 제자인 이븐 카심과 그의 제자인 사흐눈이 기록한 것으로 오래전부터 그가 본 스승 말리크의 율법적 해답과 풀이를 적은 것이다. 그와 제자가 주석과 참고 자료를 달아 놓았으며 말리크로부터 배운 주요 원칙과 이성에 대해 서술했다. 두 권으로 구성된다.
세 다른 율법학파(학교)와 다른 점이 있다면 가르침을 여러 통치자의 통치법에서 찾는다는 점이다. 다른 학파에서는 꾸란을 가장 주요한 것으로 하고 무함마드의 말씀, 하디스를 중시한다. 그러나 말리키 학파에서는 하디스에 포함된 것과 통치자의 통치법을 중시한다. 말리키 학교에서는 메디나에 살던 살라프 사람들의 생각을 중시하여 따른다.
말리키 학파는 무함마드의 전통과 예언자의 제자들의 언행, 그리고 메디나에 있었던 초기 이슬람 공동체의 관습과 전통들을 모두 하디스에 포함시켰다. 이로 인해 말리키 학파를 메디나학파로 부르기도 하였다. 말리키파는 이성적 접근을 한 하나피파에 대항하여 법체계를 세우면서 하디스에 의존하였고, 하나피 학파가 이즈마를 법적 권위자들의 합의로 보았던 것과 달리 말리키 학파는 메디나 사람들의 합의로만 한정지었다.

## 같이 보기
- 아잔